# Голубин, Иван Филиппович

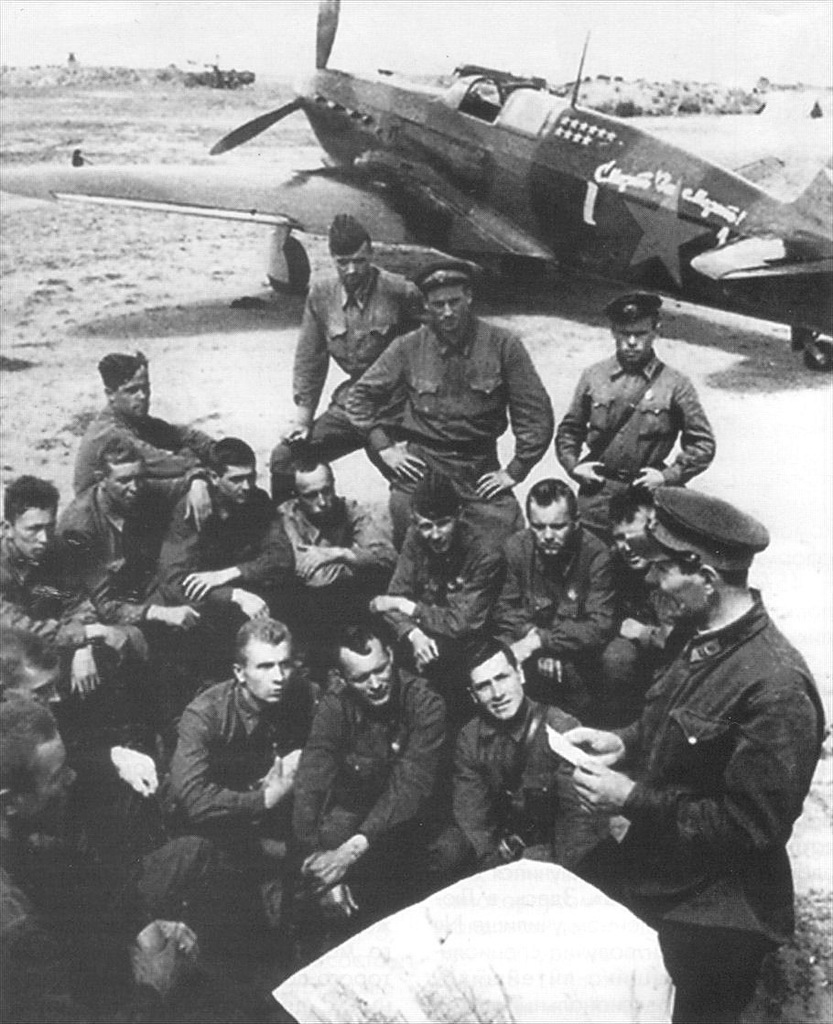
Политинформация в 434-м истребительном авиаполку. В первом ряду слева направо: Герои Советского Союза старший лейтенант И. Ф. Голубин, капитан В. П. Бабков, лейтенант Н. А. Карначенок (посмертно), стоит комиссар полка батальонный комиссар В. Г. Стрельмащук. Июль 1942 г.

Иван Филиппович Голубин (1919—1942) — лейтенант Рабоче-крестьянской Красной Армии, участник Великой Отечественной войны, Герой Советского Союза (1942).

## Биография
Иван Голубин родился в 1919 году в деревне Троицкое (ныне — Соловьёвка Чернский район Тульской области) в семье крестьянина. Окончил семь классов школы, затем школу фабрично-заводского ученичества, после чего работал водителем на подшипниковом заводе в Москве, одновременно учился в аэроклубе. В 1939 году Голубин был призван на службу в Рабоче-крестьянскую Красную Армию. В том же году он окончил Борисоглебскую военную школу лётчиков. С июня 1941 года — на фронтах Великой Отечественной войны.
В звании лейтенанта Иван Голубин был заместителем командира эскадрильи 16-го истребительного авиаполка 6-го истребительного авиакорпуса Войск ПВО. К концу 1941 года он совершил 125 боевых вылетов, принял участие в 10 воздушных боях, в которых сбил 7 самолётов противника лично и ещё 2 — в составе группы. Причём в течение дня 29 октября 1941 года при отражении двух авианалётов противника сбил в двух боях по 2 самолёта в каждом, а в бою 5 декабря дрался один с группой немецких самолётов и сбил 2 из них.
Указом Президиума Верховного Совета СССР «О присвоении звания Героя Советского Союза начальствующему составу войск противовоздушной обороны» от 4 марта 1942 года за «образцовое выполнение боевых заданий командования и проявленные при этом отвагу и геройство» был удостоен высокого звания Героя Советского Союза с вручением ордена Ленина и медали «Золотая Звезда» за номером 676.
1 ноября 1942 года Голубин погиб в бою. Похоронен в Москве в колумбарии Донского кладбища.
К моменту гибели имел на боевом счету 13 личных и 2 групповые победы.
Был также награждён орденом Красного Знамени.
На территории подшипникового завода (г. Москва, ул. Люблинская) ему установлена памятная табличка.